# Tetrastichus baeri
Tetrastichus baeri är en stekelart som beskrevs av Kostjukov 1978. Tetrastichus baeri ingår i släktet Tetrastichus och familjen finglanssteklar. Inga underarter finns listade i Catalogue of Life.